# مونتجومري (ماريلند)
مونتجومري (بالإنجليزية: Montgomery Village CDP, Maryland)‏ هي قرية تقع بولاية ماريلند في الولايات المتحدة. تبلغ مساحتها 10.26 كم2، وترتفع عن سطح البحر 113 م، بلغ عدد سكانها 32,032 نسمة في عام 2010 حسب إحصاء مكتب تعداد الولايات المتحدة وتصل الكثافة السكانية فيها 3,122 نسمة لكل كيلومتر مربع (8,085.9/ميل2).

## التركيبة السكانية
حدّد مكتب تعداد الولايات المتحدة بيانات التركيبة السكانية لمونتجومري في تعداد الولايات المتحدة. في ما يلي، التركيبة السكانية حسب تعدادي 2000 و2010.

### تعداد عام 2000
بلغ عدد سكان مونتجومري 38,051 نسمة بحسب تعداد عام 2000، وبلغ عدد الأسر 14,142 أسرة وعدد العائلات 9,730 عائلة مقيمة في القرية. في حين سجلت الكثافة السكانية 3,708.7 نسمة لكل كيلومتر مربع (9,605.5/ميل2). وبلغ عدد الوحدات السكنية 14,548 وحدة بمتوسط كثافة قدره 1,417.9 لكل كيلومتر مربع (3,672.3/ميل2).
وتوزع التركيب العرقي للقرية بنسبة 62.24% من البيض و16.90% من الأمريكيين الأفارقة و0.36% من الأمريكيين الأصليين و11.87% من الأمريكيين ذوي الأصول الآسيوية و0.07% من سكان جزر المحيط الهادئ و4.54% من الأعراق الأخرى و4.02% من عرقين مختلطين أو أكثر و11.72% من الهسبانيون أو اللاتينيون من أي عرق.
بلغ عدد الأسر 14,142 أسرة كانت نسبة 39.1% منها لديها أطفال تحت سن الثامنة عشر تعيش معهم، وبلغت نسبة الأزواج القاطنين مع بعضهم البعض 52.5% من أصل المجموع الكلي للأسر، ونسبة 12.6% من الأسر كان لديها معيلات من الإناث دون وجود شريك، بينما كانت نسبة 3.7% من الأسر لديها معيلون من الذكور دون وجود شريكة وكانت نسبة 31.2% من غير العائلات. تألفت نسبة 24% من أصل جميع الأسر من عدة أفراد يعيشون في نفس المنزل ونسبة 4.9% كانت تتألف من شخص يعيش بمفرده يبلغ من العمر 65 عاماً أو أكثر. وبلغ متوسط حجم الأسرة المعيشية 2.68، أما متوسط حجم العائلات فبلغ 3.21.
بلغ العمر الوسطي للسكان 34.4 عاماً. وكانت نسبة 26.6% من القاطنين تحت سن الثامنة عشر، وكانت نسبة 7.5% بين الثامنة عشر والرابعة والعشرين عاماً، ونسبة 35.4% كانت واقعةً في الفئة العمرية ما بين الخامسة والعشرين والرابعة والأربعين عاماً، ونسبة 23.4% كانت ما بين الخامسة والأربعين والرابعة والستين، ونسبة 6.7% كانت ضمن فئة الخامسة والستين عاماً فما فوق. يوجد لكل 100 أنثى 91.2 ذكر، ويوجد لكل 100 أنثى في الثامنة عشر من عمرها فما فوق 88.1 ذكر.
بلغ متوسط دخل الأسرة في القرية 57,981 دولارًا، أما متوسط دخل العائلة فبلغ 64,545 دولارًا. وكان متوسط دخل الذكور 43,708 دولارًا مقابل 36,313 دولارًا للإناث. وسجل دخل الفرد الخاص بالقرية 26,954 دولارًا. وكانت نسبة 5.1% من العائلات ونسبة 6.1% من السكان تحت خط الفقر، وكان من هؤلاء نسبة 8.7% تحت سن الثامنة عشر ونسبة 4.1% في الخامسة والستين من العمر وما فوق.

### تعداد عام 2010
بلغ عدد سكان مونتجومري 32,032 نسمة بحسب تعداد عام 2010، وبلغ عدد الأسر 11,817 أسرة وعدد العائلات 7,873 عائلة مقيمة في القرية. في حين سجلت الكثافة السكانية 3,122 نسمة لكل كيلومتر مربع (8,085.9/ميل2). وبلغ عدد الوحدات السكنية 12,471 وحدة بمتوسط كثافة قدره 1,215.5 لكل كيلومتر مربع (3,148.1/ميل2).
وتوزع التركيب العرقي للقرية بنسبة 49.93% من البيض و23.82% من الأمريكيين الأفارقة و0.39% من الأمريكيين الأصليين و10.81% من الأمريكيين ذوي الأصول الآسيوية و0.06% من سكان جزر المحيط الهادئ و10.29% من الأعراق الأخرى و4.70% من عرقين مختلطين أو أكثر و24.39% من الهسبانيون أو اللاتينيون من أي عرق.
بلغ عدد الأسر 11,817 أسرة كانت نسبة 35.9% منها لديها أطفال تحت سن الثامنة عشر تعيش معهم، وبلغت نسبة الأزواج القاطنين مع بعضهم البعض 47% من أصل المجموع الكلي للأسر، ونسبة 15% من الأسر كان لديها معيلات من الإناث دون وجود شريك، بينما كانت نسبة 4.7% من الأسر لديها معيلون من الذكور دون وجود شريكة وكانت نسبة 33.4% من غير العائلات. تألفت نسبة 26.5% من أصل جميع الأسر من عدة أفراد يعيشون في نفس المنزل ونسبة 6.1% كانت تتألف من شخص يعيش بمفرده يبلغ من العمر 65 عاماً أو أكثر. وبلغ متوسط حجم الأسرة المعيشية 2.70، أما متوسط حجم العائلات فبلغ 3.26.
بلغ العمر الوسطي للسكان 35.7 عاماً. وكانت نسبة 24.2% من القاطنين تحت سن الثامنة عشر، وكانت نسبة 8.4% بين الثامنة عشر والرابعة والعشرين عاماً، ونسبة 31.7% كانت واقعةً في الفئة العمرية ما بين الخامسة والعشرين والرابعة والأربعين عاماً، ونسبة 26.7% كانت ما بين الخامسة والأربعين والرابعة والستين، ونسبة 9.1% كانت ضمن فئة الخامسة والستين عاماً فما فوق. وتوزع التركيب الجنسي للسكان بنسبة 48.2% ذكور و51.8% إناث.

## وصلات خارجية
- الموقع الرسمي